# Tapio (ö i Finland)
Tapio är en ö i Finland. Den ligger i sjön Saimen och i kommunen Ruokolax i den ekonomiska regionen  Imatra ekonomiska region  och landskapet Södra Karelen, i den södra delen av landet, 220 km nordost om huvudstaden Helsingfors. Öns area är 16,2 hektar och dess största längd är 0,7 kilometer i sydväst-nordöstlig riktning.